# 克利爾沃特 (密蘇里州)
克利爾沃特（英語：Clearwater）是位於美國密蘇里州聖熱訥維耶沃縣的非建制地區。

## 歷史
克利爾沃特的郵局於1929年設立，其後於1974年停運。

## 地理
克利爾沃特所處的海拔為高於海平面172米（即564英呎），而該地所採用的時區為UTC-6，即北美中部時區（CST）。同時該地設有夏令時間，為UTC-6調快一小時，即UTC-5（CDT）。